# دقيقة مائية خاملة أحادية الخلية
دقيقة مائية خاملة أحادية الخلية (الاسم العلمي: Undibacterium pigrum) هي نوع من البكتيريا، سلبية الغرام، تتبع جنس الدقائق مائية أحادية الخلية.